# Arsenie Boca
Arsenie Boca, nato Zian Valean, (Vața de Sus, 29 settembre 1910 – Sinaia, 28 novembre 1989) è stato un religioso, teologo e artista rumeno, esponente di spicco della chiesa ortodossa rumena e da alcuni considerato come il più grande confessore romeno del XX secolo. La sua tomba al Monastero di Prislop, è visitata ogni giorno da migliaia di pellegrini .

## Biografia
Nato il 29 settembre 1910 a Vața de Sus, figlio di Iosif e Cristina, terminò nel 1929 gli studi superiori al Liceo Ortodosso Avram Iancu nella città di Brad.
Nello stesso anno si iscrisse all'Accademia teologica di Sibiu, che terminò nel 1933, ricevendo una borsa di studio dal metropolita Nicolae Bălan in persona, per frequentare dei corsi presso l'Istituto di Belle Arti di Bucarest. Contemporaneamente, divenne uditore della Facoltà di Medicina presso la cattedra del professor Francisc Rainer e studiò mistica cristiana col professor Nichifor Crainic di Bucarest.
In quel periodo, il professor Costin Petrescu gli commissionò la raffigurazione di Michele il Coraggioso. Venne inviato dal metropolita Bălan al Monte Athos per ottenere alcuni manoscritti della Filocalia in romeno e greco; durante questo viaggio ebbe una profonda esperienza spirituale, che sarebbe stata poi importante per il suo cammino verso il monachesimo.
Al compimento dei venticinque anni, venne consacrato diacono e nel 1940 ricevette la tonsura e l'ordine sacro. Due anni dopo venne nominato starec presso il Monastero Brâncoveanu.

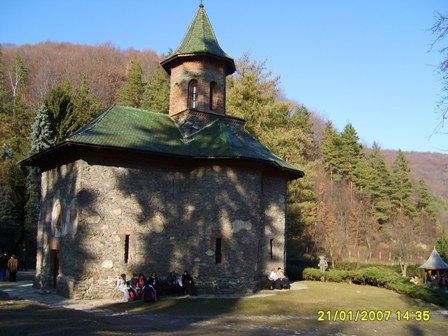
Il monastero di Prislop, dov'è sepolto padre Boca

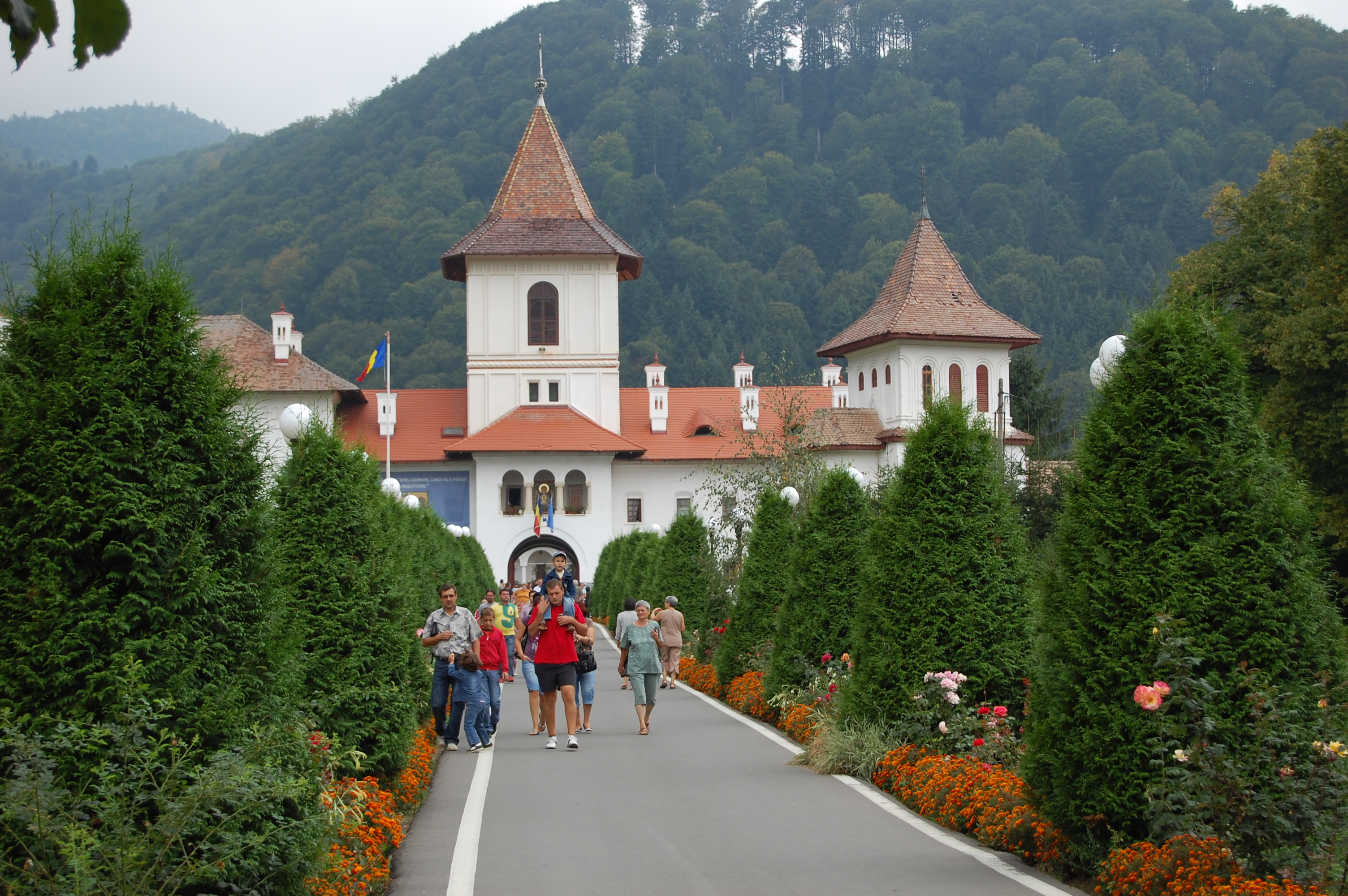
Monastero Brancoveanu (Sâmbăta de Sus), luogo in cui celebrò le messe

Ha lottato tutta la sua vita contro il regime comunista. Fu arrestato, per la prima volta, nel 1945, durante l'occupazione della Romania da parte dell'esercito sovietico. Il 14 maggio 1948 fu arrestato una seconda volta, con l'accusa di aver aiutato gli anticomunisti del Monte Făgăraș, rimanendo incarcerato per quasi due mesi e ripetutamente interrogato. Per la sua sicurezza, il metropolita Bălan lo trasferì, nel novembre 1948, al Monastero Prislop, dove fu nominato starec. Non mancarono, tuttavia, altri arresti nel 1950, 1951, 1953, 1955 e 1956. Nel 1959 venne accusato di irregolarità finanziarie nella gestione del monastero (accusa dalla quale sarà scagionato solo post mortem, nel 1998) ed esiliato a Bucarest, dove gli fu consentito di sopravvivere facendo il pittore di chiese. Durante il periodo di permanenza all'interno del carcere si scoprì il suo dono dell'ubiquità, poiché fu visto al funerale della madre a Hunedoara, a 630 km di distanza dalla cella in cui era imprigionato. 
Controllato costantemente dalla Securitate, si ritirò nella città di Sinaia, dove lavorò all'iconografia della chiesa di Drăgănescu. Morì il 28 novembre 1989 e fu sepolto, secondo i suoi desideri, nel Monastero Prislop, il 4 dicembre successivo.

### Apporto alla Filocalia

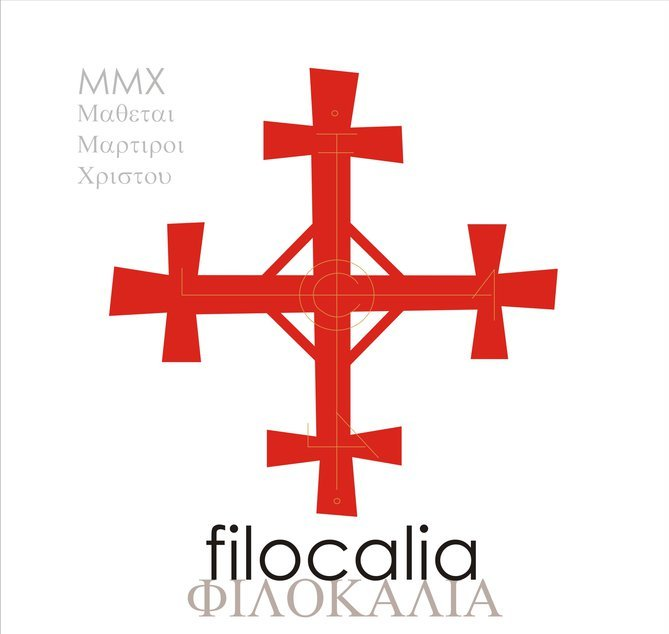
Copertina della Filocalia disegnata da padre Boca

Aiuta il suo superiore Dumitru Stăniloae (suo ex insegnante di Sibiu) a tradurre la Filocalia. Mette a sua disposizione i manoscritti portati dal viaggio spirituale al Monte Athos, rilegge i testi, disegna la copertina della raccolta stessa, contribuisce alla stampa della raccolta ricevendo numerosi abbonamenti.
Nella prima pubblicazione, padre Stăniloae nomina Boca come capo lettore della Filocalia romena.

## Opere postume
- Arsenie Boca; Cărarea împărăției (Cammino al Regno); Ed. Episcopiei Ortodoxe Romane a Aradului; 1995.
- Arsenie Boca; Lupta duhovnicească (Lotta spirituale); Ed. Agaton; Făgăraș; 2009.
- Arsenie Boca; Trepte spre viețuirea în monahism (Passi attraverso la vita monastica) Ed. Teognost; Cluj-Napoca; 2003.